# أنديرة سورينامية
أنديرة سورينامية (الاسم العلمي:Andira surinamensis) هي نوع من النباتات تتبع جنس الأنديرة من الفصيلة البقولية.